# Gotschnagrat
Gotschnagrat (tyska: Gotschna) är en bergstopp i Schweiz.   Den ligger i regionen Prättigau/Davos och kantonen Graubünden, i den östra delen av landet, 180 km öster om huvudstaden Bern. Toppen på Gotschnagrat är 2 285 meter över havet.
Terrängen runt Gotschnagrat är bergig åt nordost, men åt sydväst är den kuperad. Närmaste större samhälle är Klosters Serneus, 3,4 km norr om Gotschnagrat. 
Trakten runt Gotschnagrat består i huvudsak av gräsmarker. Runt Gotschnagrat är det ganska glesbefolkat, med 30 invånare per kvadratkilometer.